# GP14
Il GP14 è una barca a vela da regata, la cui classe è riconosciuta dalla International Sailing Federation.